# Pohřebiště nizozemských panovníků

Královský znak Nizozemska

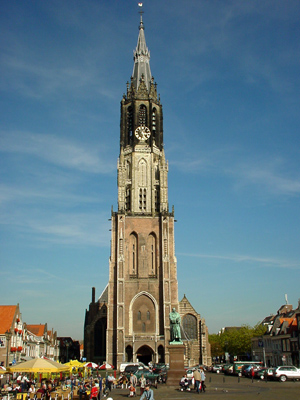
Kostel Panny Marie a svaté Uršuly (Nieuwe Kerk) v Delftu

Toto je seznam pohřebišť nizozemských panovníků. Nizozemské království existuje od roku 1815 (resp. 1806 až 1810 za Napoleona Bonaparta). Všichni králové z nasavské dynastie byli pochováni v rodinné hrobce Nového kostela (Nieuwe Kerk) v Delftu.
| Jméno                              | Doba života | Místo pohřbení                                                           |
| ---------------------------------- | ----------- | ------------------------------------------------------------------------ |
| král Ludvík Bonaparte              | 1778–1846   | Kostel St-Gilles v Saint-Leu-la-Forêt, Val-d'Oise, Île-de-France         |
| Hortense de Beauharnais            | 1783–1837   | Kostel St-Gilles v Saint-Leu-la-Forêt, Val-d'Oise, Île-de-France         |
| král Ludvík II. Bonaparte          | 1804–1831   | Kostel St-Gilles v Saint-Leu-la-Forêt, Val-d'Oise, Île-de-France         |
| Šarlota Napoléone Bonapartová      | 1802–1839   | Kostel St-Gilles v Saint-Leu-la-Forêt, Val-d'Oise, Île-de-France         |
| král Vilém I.                      | 1772–1848   | Nový kostel v Delftu                                                     |
| Vilemína Pruská                    | 1774–1837   | Nový kostel v Delftu                                                     |
| Henriëtte d'Oultremont de Wégimont | 1792–1864   | Rodinný hrob v kapli v parku zámku Wégimont v Soumagne u Lutychu, Belgie |
| král Vilém II.                     | 1792–1849   | Nový kostel v Delftu                                                     |
| Anna Pavlovna Ruská                | 1795–1865   | Nový kostel v Delftu                                                     |
| král Vilém III.                    | 1817–1890   | Nový kostel v Delftu                                                     |
| Žofie Württemberská                | 1818–1877   | Nový kostel v Delftu                                                     |
| Emma Waldecko-Pyrmontská           | 1858–1934   | Nový kostel v Delftu                                                     |
| královna Vilemína                  | 1880–1962   | Nový kostel v Delftu                                                     |
| Jindřich Meklenburský              | 1876–1934   | Nový kostel v Delftu                                                     |
| královna Juliana                   | 1909–2004   | Nový kostel v Delftu                                                     |
| Bernhard z Lippe-Biesterfeldu      | 1911–2004   | Nový kostel v Delftu                                                     |
|                                    |             |                                                                          |
| Claus z Amsberku                   | 1926–2002   | Nový kostel v Delftu                                                     |